# 세기의 끝
《세기의 끝》(스페인어: Fin de siglo)는 2019년작 아르헨티나의 루시오 카스트로 감독이 연출한 퀴어 로맨스 영화이다. '오초'가 바르셀로나 여행중 과거 커밍아웃 전에 만났던 남자 '하비'와 사랑에 빠진다는 내용이다. 미아 마에스트로가 하비의 전 여자친구 '소니아' 역으로 출연한다. 2019년 3월 뉴욕에서 열린 새감독/새영화 축제(New Directors/New Films Festival)에서 처음 공개되었다.

## 출연진
- 후안 바르베리니 - 오초
- 라몬 푸홀(스페인어판) - 하비
- 미아 마에스트로 - 소니아